# Löftena kunna ej svika
Löftena kunna ej svika är en psalm där varje vers avslutas med den välkända strofen: "Himmel och jord må brinna, höjder och berg försvinna, men den som tror skall finna, löftena de stå kvar."
Text och musik skrevs av Lewi Pethrus 1913 sedan hans hustru insjuknat strax före jul. Pethrus avbröt en predikoresa i landet när han fick beskedet om hennes sjukdom och att läkare förordade ett operativt ingrepp. De båda beslutade att istället sätta sin lit till Gud i bön. Hustrun tillfrisknade och psalmens två första verser skrevs under bönetiden. 
Psalmen två sista verser tillkom senare. De skrevs i ljuset av hårda angrepp på pingströrelsen, samtidigt som Pethrus iakttog interna överdrifter av svärmeri, enligt Oscar Lövgren. 

## Publicerad i
- Brudgummens Röst i juni 1915.
- Samlingstoner 1919 som nr 112 under rubriken "Trossånger".
- Fridstoner 1926 som nr 95 under rubriken "Frälsnings- och helgelsesånger".
- Frälsningsarméns sångbok 1929 som nr 311 under rubriken "Jubel, erfarenhet och vittnesbörd".
- Musik till Frälsningsarméns sångbok 1930 som nr 311.
- Segertoner 1930 som nr 70.
- Segertoner 1960 som nr 70.
- Frälsningsarméns sångbok 1968 som nr 402 under rubriken "Erfarenhet och vittnesbörd".
- Den svenska psalmboken 1986 som nr 254 under rubriken "Förtröstan - trygghet".
- Sångboken 1998 som nr 78.
- Svensk psalmbok för den evangelisk-lutherska kyrkan i Finland (1986) som nr 398 under rubriken "Tro och trygghet"

## Inspelningar
- CD-skivan Svenska folkets psalmer med Ulf Christiansson